# NGC 3524
NGC 3524 ist eine linsenförmige Galaxie vom Hubble-Typ S0-a im Sternbild Löwe auf der Ekliptik. Sie ist schätzungsweise 57 Millionen Lichtjahre von der Milchstraße entfernt.
Das Objekt wurde am 11. März 1784 von dem Astronomen Wilhelm Herschel entdeckt.